# К9 (ТВ серија)
К9 (енгл. К9) је аустралијска научнофантастична телевизијска серија која се усредсређује на авантуре пса робота К9 из телевизијске серије Доктор Ху, остварена мешањем рачунарске анимације и акције уживо. Намењена је публици од 11 до 15 година. Једна сезона серија снимљена је у Бризбејну у Аустралији, уз финансирање копродукције из Аустралије и Уједињеног Краљевства. Емитована је 2009. и 2010. на Network 10 у Аустралији и на Disney XD у Уједињеном Краљевству, као и на другим Disney XD каналима у Европи.

## Развој
Ко-креатор К9, Боб Бејкер (попут неколико твораца Доктора Хуа из 20. века), уговором је задржао одређена права на интелектуалну својину из сценарија ТВ епизода које је написао заједно са Дејвом Мартином и дуго је покушавао да продуцира телевизијску серију са К9 као главним ликом. Године 1997. Часопис Доктор Ху је објавио да Бејкер и продуцент Пол Тамс продуцирају четвороделни пилот серијал, привременог назива Авантуре К9. Часопис је навео да ће серијал бити снимљен те године „са 'седмоцифреним' буџетом”, као и да је BBC изразио занимање за куповину права за емитовање. Међутим, није било лако обезбедити финансирање и, упркос упорним гласинама, серијал је остао у „развојном паклу” дуги низ година.
Телевизија Jetix Europe је 2006. објавила да се „удружује” са Бејкером, Тамсом и лондонским дистрибутером Park Entertainment како би развили серију од 26 епизода, која је тада названа Авантуре К9 и смештена у свемиру. Ова објава, темпирана да се поклопи са К9-овим повратком Доктору Хуу у епизоди „Школски сусрет”, појавила се у британским медијима и штампи обожавалаца Доктора Хуа. Године 2007. Park Entertainment је открио да ће главно окружење серије (тада преименоване у К9) бити Platte, „стара свемирска летелица класе Прери” која се некада користила за колонизацију астероида. Поред К9, међу ликовима би били Слокам, тридесетогодишња „свемирска Циганка”, и Ђин, „преактиван рачунарски модул у облику атрактивне младе жене”. Ова рана премиса је напуштена пре почетка продукције у Аустралији.

## Продукција
Свака епизода серије К9 траје отприлике 25 минута, а направљена је за Disney XD (раније Jetix) и Network Ten од стране Stewart & Wall Entertainment-а у сарадњи са дистрибутерском компанијом Park Entertainment са седиштем у Лондону. Пројекат је надгледао Бејкер; концепт телевизијске серије развили су аустралијски писци Шејн Крос и Шејн Армстронг, у сарадњи са Бејкером и Полом Темсом. Крос и Армстронг су били главни сценаристи серије; четири епизоде написао је сценариста Џим Нобл. Серију су продуцирали Пени Вол и Ричард Стјуарт из Stewart & Wall Entertainment-а и Сајмон Барнс из Park Entertainment-а. Грант Бредли из Daybreak Pacific-а и Џим Хауел служе као извршни продуценти. Мајкл Карингтон, шеф анимације и аквизиције програма за BBC Children, рекао је за Broadcast да је BBC одбио прилику да буде укључен у продукцију серије К9, рекавши: „Пошто је BBC већ посвећен бројним спиноф пројектима, закључили смо да би серија К9 могла једноставно бити превелика експанзија”. Ликови у власништву BBC-ја, попут Доктора, нису могли да се појаве у серији због ауторских права.
У јулу 2007. Аустралијска филмска финансијска корпорација одобрила је финансирање серије, а програм је унапред продат Network Ten-у. Пацифичка комисија за филм и телевизију (ПКФТ) (накнадно преименована у Screen Queensland) је такође обезбедила додатно финансирање. Први серијал је сниман између 3. децембра 2008. и 8. маја 2009. Серија је продуцирана у Бризбејну, а снимана је на локацијама широм града и у студију изграђеном у складишту у Јужном Бризбејну. Лого за серију је објављен 27. фебруара и има неке сличности са изворним фонтом који се види на кућишту К9. Трејлер произведен за промоцију серије на MIPTV-у објављен је 2. априла 2009. Пошто је направљен на почетку продукције, музика, наслови и глас К9 нису на крају били коришћени у програму. Други трејлер је објављен 1. октобра 2009.

## Концепт
Радња серије К9 смештена је у Лондон у блиској будућности, са 14-годишњим ликовима Старкијем и Џорџи, заједно са професором Грифеном који врши експерименте са просторно-временским манипулатором, и 15-годишњим Даријусом, који обавља задатке за Грифена. К9 Генерације I прати злочиначког рептилског ратника Џиксена који је дошао кроз просторно-временски портал створен професоровим експериментима и спасава Лондонце. Док их је штитио, К9 је био приморан да се самоуништи, али је успео да да Старкију упутства да га поново изгради у напреднијем облику. К9 и људи су тада оформили прву линију одбране од ванземаљских претњи из свемира и других времена. Brisbane Times извештава да је радња серије смештена у Лондон 2050. године и да је професор Грифен запослен у тајној владиној агенцији „Одељење”. Дизајн К9 је приметно другачији од оног виђеног у Доктору Хуу јер, иако Боб Бејкер поседује права на лик К9, изворни дизајн лика је у власништву BBC-ја.

## Везе саДоктором Хуом
Пошто ово није била продукција BBC-ја, директне референце на Доктора Хуа нису биле законски дозвољене због кршења ауторских права. Међутим, Бејкер и Темс су потврдили да је овај К9 оригинални К9 Генерације I који се појављивао у Доктору Хуу од Невидљивог непријатеља (1977) до Најезде времена (1978). Овај модел је последњи пут виђен у поседу Лиле на Галифреју; у првој епизоди, пас робот је оштећен и пролази кроз „регенерацију” у нов, напреднији облик способан за лет. Затим објашњава да му је највећи део памћења оштећен па не може да се сети ничега о себи или својој прошлости.
Одлуку да емитовање серије у Аустралији почне 3. априла, на дан премијерног емитовања Доктор Ху епизоде „Једанаести час”, која је представила Мета Смита у улози Једанаестог Доктора, блог io9 протумачио је као начин да се искористи популарност потоње серије како би се повећало занимање за нову.

## Улоге
- Џон Лисон као К9
- Филипa Колтхард као Џорџи Тарнер
- Киган Џојс као Старки
- Данијел Вебер као Даријус Парк
- Роберт Молони као Алистер Грифен

### Глумачка постава
Џон Лисон понавља своју улогу гласа К9. Шеснаестогодишња Бризбејнка Филипa Колтхард играла је Џорџи Тарнер, бунтовну петнаестогодишњакињу чија мајка ради за тајанствено „Одељење”. Двадесетогодишњи Киган Џојс играо је Старкија, 14-годишњег бунтовника без родитеља, а 21-годишњи Данијел Вебер глумио је Даријуса Пајка, асистента професора Грифена, кога је играо канадски глумац Роберт Молони. Епизодну глумачку постави чине Робин Мур као Џорџијева мајка Џун и Конор ван Вјурен као инспектор Дрејк, кога је касније заменио Џаред Робинсен као инспектором Торн.

## Епизоде
| Бр. еп. | Наслов                     | Редитељ                      | Сценариста                                                                  | Премијера         | Прод. код |
| --- | -------------------------- | ---------------------------- | --------------------------------------------------------------------------- | ----------------- | --------- |
| 1 | „Регенерација”             | Дејвид Цезар и Марк Дефрис   | Шејн Армстронг и Ш. П. Крос                                                 | 31. октобар 2009. | 142817-1  |
| Док Старки и Џорџи покушавају да побегну полицији, они се склањају у велику самостојећу кућу, сада резиденцију повученог научника, професора Грифена. Наилазе на два Јиксенска ратника и пса робота К9 Генерације I. Након битке са Јиксенима, К9 се регенерише. |                            |                              |                                                                             |                   |           |
| 2 | „Ослобођење”               | Дејвид Цезар и Дејвид Напије | Шејн Армстронг и Ш. П. Крос                                                 | 18. јануар 2010.  | 142817-2  |
| Пошто је "означен" од Јиксенских слугу, Старки се крије од Одељења и од Јиксенског ратника који је преживео експлозију К9. Џорџи каже Старкију да Одељење затвара ванземаљце, а К9 одлази да истражи. Испоставило се да је Џорџина мајка инспекторка одељења Џун Тарнер и долази до сукоба док омладина и К9 покушавају да помогну у ослобађању невиних ванземаљаца. Старки суочава Јиксене са страшним последицама. |                            |                              |                                                                             |                   |           |
| 3 | „Корвен”                   | Карл Звики                   | Тим Пај                                                                     | 25. јануар 2010.  | 142817-3  |
| Старки је бескућник, а К9 и Џорџи покушавају да помогну. Грифенов помоћник Даријус их контактира пошто је агорафобични професор нестао из виле. Добија се упозорење из 50. века, а К9 и омладина јуре ванземаљца Корвен који усисава ум и који је отео Грифена. |                            |                              |                                                                             |                   |           |
| 4 | „Ловац на главе”           | Џејмс Богл                   | Ијан Мекфејдијен                                                            | 1. фебруар 2010.  | 142817-4  |
| К9 постаје збуњен због губитка памћења када се појавио ванземаљац „ловац на главе“ и удружио са злим инспектором одељења по имену Дрејк. Ахаб, Ловац на главе, тврди да постоји цена за главу К9 за убиство галактичког мировног делегата у 50. веку. |                            |                              |                                                                             |                   |           |
| 5 | „Сирене Сереса”            | Данијел Нетим                | Дебора Парсонс                                                              | 8. фебруар 2010.  | 142817-5  |
| Дрејк користи чудну ванземаљску твар на групи школске деце у огледу да би стекао контролу над популацијом. Џорџи наилази на план, а К9 и Старки морају да пронађу и униште контролне уређаје. |                            |                              |                                                                             |                   |           |
| 6 | „Плаши се себе”            | Карл Звики                   | Еверет Дерош и Грејем Фармер                                                | 15. фебруар 2010. | 142817-6  |
| Лондон је ван контроле. Избијају немири због ирационалног страха. Фокус параноје је смештен на старом сметлишту где делује чудна ванземаљска свест. К9 открива емоцију страха за себе у свом покушају да осујети непознато. |                            |                              |                                                                             |                   |           |
| 7 | „Пад куће Грифена”         | Данијел Нетим                | Шејн Армстронг и Ш. П. Крос                                                 | 22. фебруар 2010. | 142817-7  |
| Даријус, Старки и Џорџи проводе веома сабласно вече у Грифеновој вили, док се сабласти из Грифенове прошлости материјализују, изазивајући хаос. К9 види „духове“ онаквима какви они заиста јесу, а група мора да убеди Грифена пре него што се животне снаге младих исцрпе како би ванземаљска енергетска бића могла да поприме физички облик.                                                                       |                            |                              |                                                                             |                   |           |
| 8 | „Кљове Ортруса”            | Џејмс Богл                   | Линдзи Џејмс                                                                | 1. март 2010.     | 142817-8  |
| Инспектора Дрејка напада К9, или се бар тако чини. Џун Тарнер и Одељење имају наређење да заробе К9 и униште га. Међутим, Старки открива да је Дрејк направио основног двојника К9 да би га приказао непоузданим. |                            |                              |                                                                             |                   |           |
| 9 | „Ждерачи снова”            | Данијел Нетим                | Џим Нобл                                                                    | 8. март 2010.     | 142817-9  |
| Одељење је открило древни камени обелиск и ослободила се ванземаљска сила која буквално почиње да наводи све да спавају и сањају. Бодах се храни можданим таласима, а шта је боље од људских ноћних мора? |                            |                              |                                                                             |                   |           |
| 10 | „Проклетство Анубиса”      | Карл Звики                   | Џим Нобл                                                                    | 15. март 2010.    | 142817-10 |
| К9 упознаје Анубијце, род кои је помогао у својој давно заборављеној прошлости. Некада мирна, ова створења су сада постала ратни хушкачи. Они су преварили К9 тако што су почели да га обожавају као свог спаситеља, правог Бога. Даријус провиђа план и покушава да спречи најезду ванземаљаца. |                            |                              |                                                                             |                   |           |
| 11 | „Ороборус”                 | Данијел Нетим                | Дебора Парсонс                                                              | 22. март 2010.    | 142817-11 |
| К9 примећује промену понашања унутар своје групе пријатеља и открива да је само време поремећено. Мали комадићи времена се „једу“. "Временска змија" је напала, а Старки открива откриће које значи да само он може да се суочи са Ороборусом и понуди себе као оброк да победи створење. |                            |                              |                                                                             |                   |           |
| 12 | „Ванземаљски аватар”       | Карл Звики                   | Грејем Фармер                                                               | 29. март 2010.    | 142817-12 |
| Пошто је Темза јако загађена ванземаљском хемикалијом, К9 открива да је Дрејк заточио ванземаљце "Меде" и да им је потребан посебан "кључ" за ослобађање њиховог свемирског брода. |                            |                              |                                                                             |                   |           |
| 13 | „Еолци”                    | Карл Звики                   | Дејв Ворнер                                                                 | 5. април 2010.    | 142817-13 |
| Лондон је бомбардован чудним звучним таласима који изазивају масовну панику. К9 и Старки су на трагу ванземаљца ког је Грифен идентификовао као Еолца. Даријус очајнички покушава да спасе Џорџи док је заробљена рушевинама које падају. |                            |                              |                                                                             |                   |           |
| 14 | „Последњи храст”           | Дејл Бредли                  | Џим Нобл                                                                    | 12. април 2010.   | 142817-14 |
| Настаје паника када је музејска поставка украдена, а К9, Старки, Даријус и Џорџи су на трагу кривца само да би пронашли огромну претњу која се крије у напуштеној лондонској канализацији. Међутим, да ли је ванземаљац заиста претња или је Дрејк веће зло? |                            |                              |                                                                             |                   |           |
| 15 | „Црна глад”                | Џејмс Богл                   | Крис Роуч                                                                   | 19. април 2010.   | 142817-15 |
| Одељење користи огледни уређај који буквално једе смеће. Даријус види прилику да заради нешто новца и отима уређај. Међутим, ванземаљски вирус у уређају бежи и прети да прождре све што дотакне. |                            |                              |                                                                             |                   |           |
| 16 | „Кембрички шпијун”         | Марк Дефрист                 | Џејсон Борк                                                                 | 26. април 2010.   | 142817-16 |
| Чудна несрећа укључује СТМ, а Џорџи је враћена у прошлост на 23. новембар 1963. К9 и Старки је следе да је спасу и уплећу се у шпијунски ланац и трку са временом да спасу Даријуса од тога да испадне да никада није ни постојао. |                            |                              |                                                                             |                   |           |
| 17 | „Изгубљена библиотека Ука” | Марк Дефрист                 | Дебора Парсонс                                                              | 3. мај 2010.      | 142817-17 |
| Инспектор Торн поставља замку за К9, а Старки је одведен на далеку планету која се налази унутар ванземаљске библиотечке картице. Библиотекар долази да поврати картицу, а К9 и пријатељима треба помоћ Џун да спасу Старкија и дају Торну лекцију. |                            |                              |                                                                             |                   |           |
| 18 | „Мутирани бакар”           | Џејмс Богл                   | Џон О'Брајен                                                                | 10. мај 2010.     | 142817-18 |
| КПК-овци лове скитничког официра који је развио личност и свест. К9, Старки и Џорџи одводе скитнице КПК-а назад у Грифенову вилу и крију га од Одељења, али се суочавају са мутираним Бакром који изазива хаос. |                            |                              |                                                                             |                   |           |
| 19 | „Чувари”                   | Џејмс Богл                   | Шејн Армстрон и Ш. П. Крос                                                  | 17. мај 2010.     | 142817-19 |
| "Мали зелени људи" је нова игра виртуелне стварности која је захватила народ. Међутим, има скривену тајну. Има везу са ванземаљцем који људе претвара у своју врсту. К9 и Старки се утркују да спасу Дарија и Џорџи од претварања у љускава зелена створења. |                            |                              |                                                                             |                   |           |
| 20 | „Тафони и временска петља” | Марк Дефрист                 | Сценарио: Шејн Армстрон и Ш. П. Крос Синопсис: Ентони Морис и Грејем Фармер | 24. мај 2010.     | 142817-20 |
| Грифен покушава да ослободи време у затвору од стране Одељења. Био је одговоран за оглед који је створио "Временски трептај" и К9 му помаже у плану. Нажалост, Трептај, под маском девојке (Тафони), окреће се против Грифена и почиње да црпи Џорџину животну снагу у покушају да стабилизује њено постојање. |                            |                              |                                                                             |                   |           |
| 21 | „Роботи гладијатори”       | Џејмс Богл                   | Џим Нобл                                                                    | 31. мај 2010.     | 142817-21 |
| Даријус и К9 иду на тајни задатак да разоткрију злочинца који користи илегалну роботску технологију у ономе што он назива "уништењемм-забавом". К9 постаје гладијатор и мора да се суочи са злим „произвођачем болова“ у бици до смрти. Али који је то злокобни тајни план који је покренуо Торн? |                            |                              |                                                                             |                   |           |
| 22 | „Пуцање ума”               | Дејвид Напије                | Боб Бејкер и Пол Тамс                                                       | 7. јун 2010.      | 142817-22 |
| К9 користи СТМ да покуша да исправи губитак памћења на догађаје пре његовог доласка и регенерације. Грифен и Старки га откривају повезаног са машином, што ствара повратну везу, а К9 губи сваку контролу над својом меморијом и програмирањем. Постаје опасност за све и почиње свој програм самоуништења. |                            |                              |                                                                             |                   |           |
| 23 | „Анђео севера”             | Џејмс Богл                   | Боб Бејкер                                                                  | 14. јун 2010.     | 142817-23 |
| Торн у посебном ВР одељењу одводи Грифена на место пада „Палог анђела“, свемирског брода са којег је узет СТМ. У смрзнутим пустошима Канаде, Грифен се суочава са сопственим демонима и страшним Корвеном. К9 и Старки покушавају да спасу Грифена од ове најгоре ванземаљске претње. |                            |                              |                                                                             |                   |           |
| 24 | „Последња испостава”       | Џејмс Богл                   | Шејн Армстрон и Ш. П. Крос                                                  | 21. јун 2010.     | 142817-24 |
| Одметнута група бивших полицајаца открива да Одељење надограђује КПК-ову технологијом ванземаљаца и узима држећи Грифена као таоца. К9 и Старки се боре против уљеза док се Дариус суочава са својом прошлошћу. |                            |                              |                                                                             |                   |           |
| 25 | „Корвенски пас”            | Марк Дефрис                  | Шејн Армстронг и Ш. П. Крос                                                 | 28. јун 2010.     | 142817-25 |
| Торн мами К9 да преда свој диск за регенерацију у замену за његов нестали меморијски чип. Као двоструки крст, лажни чип садржи секвенцу која претвара К9 у бомбу. Старкија преузима Јиксен који има неколико изненађења за К9 и пријатеље. |                            |                              |                                                                             |                   |           |
| 26 | „Помрачење Корвена”        | Дејвид Напије                | Шејн Армстронг и Ш. П. Крос                                                 | 5. јул 2010.      | 142817-26 |
| У СТМ се дешава чуда појава која најављује скори долазак најезде Корвена. Торн планира да им помогне и има за подршку злокобно џиновско створење у које је уграђен К9-ов диск за регенерацију, што га чини неуништивим оружјем. К9 се суочава са својом највећом претњом икада. |                            |                              |                                                                             |                   |           |

## Емитовање
Прва епизода је емитована као кратки трејлер серије за Ноћ вештица 2009. на сателитском каналу Disney XD у Великој Британији и Ирској. Цела серија је касније емитована на каналу Network Ten у Аустралији, Disney XD у Великој Британији и Ирској, Скандинавији, Пољској, Италији и Холандији и каналу Disney Channel CEE у Бугарској, Румунији, Молдавији, Словачкој, Мађарској и Чешкој. Касније је дистрибуирана широм света, па и на Channel 5 у Уједињеном Краљевству и Cartoon Network-у на Новом Зеланду. У Уједињеном Краљевству, Channel 5 емитовао је серију између децембра 2010. и априла 2011. године. Амерички кабловски канал Syfy почео је да емитује серију 25. децембра 2012. године, у почетку је емитујући у целодневном маратону.

## Продаја производа
Фигурице К9 Генерације II су продаване на званичном сајту серије. Повезане књиге под насловима Цела књига о К9 и Приче К9 објављене су на званичном сајту, али нису издаване. Нужна књига оК9, књига са тврдим повезом која прати причу о К9 кроз сва четири модела, прелазећи од Доктора Хуа, К9 и друштво, Авантура Саре Џејн до К9, објављена је 2015. године. Такође је укључивала и оригиналне кратке приче и стрип.
Године 2019, издавачка кућа Obverse Books је објавила трећи водич у свом низу водича Мозаика Времена за Доктора Хуа Фина Кларка, који делимично покрива ТВ серију К9 и повезане спинофове.

## Награде
Године 2009. сценаристи и девелопери серије за телевизију, Шејн Армстронг и Шејн Крос, освојили су награду Џон Хајнд за изврсност у писању научне фантастике на додели награда AWGIE Аустралијског удружења писаца, за њихов сценарио за епизоду „Пад куће Грифена”. Епизода је такође била номинована у категорији за најбољу дечју телевизију те године.
Године 2009. Шејн Армстронг и Ш. П. Крос су такође номиновани као финалисти Књижевних награда Квинсленда за најбољи телевизијски сценарио за епизоду „Регенерација”.
Године 2010. Тони О’Лофлан, директор фотографије серије, освојио је две бронзане награде на Наградама за кинематографе Квинсленда и Северне Територије за свој рад на епизодама „Анђео севера” и „Помрачење Корвена”.
Редитељ специјалних ефеката и четири епизоде серије, Дејвид Напије, номинован је у категорији за најбољу режију на дечијој телевизији на додели Награда Аустралијског удружења редитеља 2010. за 26. епизоду, „Помрачење Корвена”.

## Предложени наставак серије и филм
Творци серије били су изјавили да је друга сезона у фази развоја. Нови дизајн К9 за 2. сезону требало је да открију Боб Бејкер и Пол Тамс у Ху шопу 27. јула 2013. године. Боб Бејкер је 2014. рекао у једном интервјуу: „Пол и ја смо у процесу покретања још једне сезоне. Надам се да нам неће требати још једанаест година!” Пол Тамс је открио на страници Kickstarter за свој предложени серијал Марти да он и Бејкер чекају да истекне дуготрајни продукцијски уговор пре него што врате серију у виду рибута под насловом Авантуре К9. У априлу 2016. Боб Бејкер је изјавио у интервјуу објављеном на званичној страници К9 на Facebook-у да се ТВ серија неће настављати и да ће се за сада усредсредити само на филм TimeQuake.
Боб Бејкер и Пол Тамс су 24. октобра 2015. најавили филм К9: TimeQuake који је био предодређен за биоскопу дистрибуцију 2017. године и требало је да приказује пса робота који се суочава са класичним зликовцем из Доктора Хуа, Омегом, у далеком свемиру. Упркос томе што филм није снимљен, 9. септембра 2018. је објављено да је „нови серијал од више милиона долара” у развоју у сарадњи са „великом компанијом из САД/Британије” пре објављивања дугометражног филма. Дана 20. децембра 2020. објављена је антологија „Мегабајти” са К9, која је најављивана као „пут за TimeQuake”. Када је Боб Бејкер преминуо у новембру 2021. године, званична Twitter страница објавила је изјаву: „Боб је недавно завршио сценарије за нови К9 филм и ТВ серију која ће се наставити у знак почасти Бобу и његовом наслеђу”, али је од 2023. ово последња порука објављена на налогу и још увек нема других информација који би указивали да је пројекат још увек активан.